# Mrs. America (concurso de belleza)

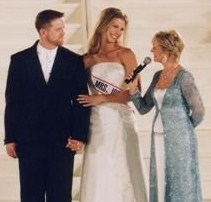
La presentadora de Mrs. América 2005 con la representante del Estado de Iowa

El certamen Mrs. America es un certamen de belleza creado con la finalidad de premiar a las mujeres casadas alrededor de los Estados Unidos de América. Las concursantes que representan a los 50 estados y al Distrito de Columbia tienen entre 20 y 50 años, y consiguen el derecho a participar en este certamen tras ganar la competición en su estado. Estos eventos estatales se encuentran bajo la dirección de los directores estatales del concurso Mrs. America. La ganadora entra en la competición de Mrs. World.  
En 2021 fue el 45 aniversario de Mrs. America. Este concurso ha sido televisado en diversas cadenas, incluyendo PAX y WE (Women's Entertainment). En mayo de 2011 fue televisado por la cadena My Family TV. 
El 29 de agosto de 2014, el certamen se celebró en el resort de lujo Ventana Canyon Resort, en Tucson, Arizona. Luego pasó a celebrarse en su sede original,  en el Westage Resort, Hotel & Casino de Las Vegas. Desde entonces, se continúa celebrando allí. 
Durante el certamen de 2014, se anunció que Mrs. America participaría en un concurso conjunto ruso-americano que se celebraría en Sebastopol, Crimea. Esto causó cierta controversia, dado que Crimea es reconocida por la gran mayoría de países del mundo como territorio ucraniano anexionado a Rusia.El certamen conjunto de 2015 iba a marcar el 25 aniversario del concurso estadounidense-soviético de Mrs. America, celebrado en Moscú en 1989 para fomentar el bien. Sin embargo, los organizadores anunciaron que dada la devaluación del rublo ruso frente al dólar americano, el certamen buscaría una nueva sede. 
El certamen de Mrs. America 2023 se celebró el 20 de agosto de 2022 en Las Vegas, Nevada. Nicole Zwiercan, representante de Illinois, fue coronada como la nueva Mrs. America.

## Eventos destacables
1995: Ramona Deitemeyer, Mrs. America 1995, apareció en el programa What's My Line?.
1993: Verna Martin, representante del Distrito de Columbia, el miércoles 12 de mayo de 1993 recibió el título de Mrs. Washington D. C. por el Comité de Selección de Mrs. America. Fue la primera participante afroamericana en obtener el título de Mrs. Washington D. C. 
2004: Traci Clemens, representante de Rhode Island, compitió estando embaraza de seis meses de gemelos. Fue la primera mujer embarazada en competir en un evento televisado a nivel nacional. Traci Clemens también fue la primera participante afroamericana en obtener el título de Mrs. Rhode Island. 

## Ganadoras
Los títulos están ordenados por año de reinado.
| 1977  | Ruth Johnson                   | California                        |                                | |                                |                                |                                |                                |
| 1978  | Cindy Roberts                  | Alaska                            |                                | |                                |                                |                                |                                |
| 1979  | Carrie Gabriel Strom           | [[Nueva Jersey\|]] Nueva Jersey   |                                | |                                |                                |                                |                                |
| 1980  | Carol Anne McEwen              | Texas                             |                                | |                                |                                |                                |                                |
| 1981  | Paddy Boyd Argovitz            | Luisiana                          |                                | |                                |                                |                                |                                |
| 1982  | Rhonda McGeeney                | Texas                             |                                | |                                |                                |                                |                                |
| 1983  | Susan Goodman                  | [[Tennessee\|]] Tennessee         |                                | |                                |                                |                                |                                |
| 1984  | Deborah Wolfe                  | Virginia Occidental               | Primera finalista              | Madre de Miss West Virginia Teen USA 2004, Mary Ellen Wolfe. Deborah también llegó al top 10 en Miss America 1980. |                                |                                |                                |                                |
| 1985  | Donna Russell                  | Mississippi                       |                                | |                                |                                |                                |                                |
| 1986  | Cynthia Amann                  | Florida                           |                                | |                                |                                |                                |                                |
| 1987  | Pamela Nail                    | Mississippi                       | Mrs. World                     | |                                |                                |                                |                                |
| 1987  | Suzy Katz                      | California                        | N/A                            | Cuando Pamela Nail ganó Mrs. World en 1987, ella pasó a ser Mrs. America tras quedar como primera finalista en el certamen. |                                |                                |                                |                                |
| 1988  | Jennifer Kline                 | Minnesota                         | Segunda finalista              | |                                |                                |                                |                                |
| 1989  | Jennifer Johnson               | Oklahoma                          |                                | |                                |                                |                                |                                |
| 1990  | No hubo representante ese año. | No hubo representante ese año.    | No hubo representante ese año. | No hubo representante ese año. | No hubo representante ese año. | No hubo representante ese año. | No hubo representante ese año. | No hubo representante ese año. |
| 1991  | Kristianna Nichols             | Indiana                           |                                | |                                |                                |                                |                                |
| 1992  | Dr. Doris Martineaux Dalton    | Pennsilvania                      |                                | |                                |                                |                                |                                |
| 1993  | Keyna Baucom                   | Carolina del Norte                |                                | |                                |                                |                                |                                |
| 1994  | Wendy Lewis                    | Texas                             |                                | |                                |                                |                                |                                |
| 1995  | Kimberly Brasher               | Oklahoma                          | Primera finalista              | Miss Idaho |                                |                                |                                |                                |
| 1996  | Cynthia Pensiero               | Ohio                              |                                | |                                |                                |                                |                                |
| 1997  | Lisa Lilenthal                 | Nueva York                        |                                | |                                |                                |                                |                                |
| 1998  | Renee Cairns                   | Florida                           |                                | |                                |                                |                                |                                |
| 1999  | Starla Stanley                 | Utah                              | Mrs. World                     | |                                |                                |                                |                                |
| 1999  | Stacy Willis                   | Alabama                           | N/A                            | Cuando Starla Stanley ganó Mrs. World en 1999, ella pasó a ser Mrs. America tras quedar como primera finalista en el certamen. |                                |                                |                                |                                |
| 2000  | Leslie Lam                     | Hawaii                            |                                | |                                |                                |                                |                                |
| 2001  | Nicole Brink                   | Indiana                           | Mrs. World                     | Anteriormente participó en Miss Indiana Teen USA 1992, quedando como semifinalista, y en Miss Indiana USA 1998 con su nombre de soltera, Nicole Llevellyn. |                                |                                |                                |                                |
| 2001  | Laurett Ellsworth Arenz        | Virginia                          | N/A                            | Se convirtió en Mrs. America cuando Nicole Brink ganó Mrs. World al haber quedado como primera finalista. Presentó un programa nacional de radio financiera: HERO's Talk Radio, Freedom Financial Network. Escribió el premiado libro The RAFT Strategy: How to Build Your Tax-Free Nest Egg Without Risk. |                                |                                |                                |                                |
| 2002  | Kristi Phillips                | Alabama                           | Tercera finalista              | Fue Mrs. America, Mrs. Congeniality y la ganadora del TRIMSPA Dream Body. |                                |                                |                                |                                |
| 2003  | Heidi Dinan                    | Misuri                            |                                | |                                |                                |                                |                                |
| 2004  | Julie Love-Templeton           | Alabama                           | Tercera finalista              | |                                |                                |                                |                                |
| 2005  | Andrea Pruess                  | California                        |                                | Anteriormente fue Miss Virginia Teen USA 1992 y Miss Virginia 1995 bajo su nombre de soltera, Andrea Ballengee. Fue Mrs. Estados Unidos 2003. Fue grabada por la televisión en el Palm Springs Riviera Resort & Racquet Club, en Palm Springs, California.                                                 |                                |                                |                                |                                |
| 2006  | Diane Tucker                   | Arizona                           | Mrs. World                     | |                                |                                |                                |                                |
| 2006  | Marney Duckworth               | Colorado                          | N/A                            | Se convirtió en Mrs. America cuando Diane Tucker ganó Mrs. World al haber quedado como primera finalista. Fue Miss Nebraska Teen USA 1992 bajo su nombre de soltera, Marney Monson. Se convirtió en una autora publicada en la primavera del 2021.                                                         |                                |                                |                                |                                |
| 2007  | Kelly McBee                    | Wyoming                           | Top 10                         | |                                |                                |                                |                                |
| 2008  | Maureen McDonald               | Carolina del Norte                |                                | |                                |                                |                                |                                |
| 2009  | Andrea Robertson               | Misuri                            |                                | |                                |                                |                                |                                |
| 2010  | Shelley Carbone                | Connecticut                       |                                | |                                |                                |                                |                                |
| 2011  | April Lufriu                   | Florida                           | Mrs. World                     | Estadounidense de primera generación, con padres de Honduras. |                                |                                |                                |                                |
| 2011  | Lara Leimana Fonoimoana        | Hawaii                            |                                | Se convirtió en Mrs. America cuando April Lufriu ganó Mrs. World al haber quedado como primera finalista. |                                |                                |                                |                                |
| 2012  | Vicki Sarber                   | Alaska                            |                                | Antigua Miss Alaska American Coed 1992, quedando segunda en la competición nacional en Honolulu. Hawaii. En 1990 fue Miss Alaska Teen del año. Quedó primera finalista en la competición nacional en Nueva Orleans, Los Ángeles.                                                                           |                                |                                |                                |                                |
| 2013  | Austen (Brown) Williams        | Texas                             | N/A                            | Fue Miss South Carolina Teen USA 2002 (Miss Congeniality). Compitió en Mrs. World junto a la primera finalista tras ser invitada por la respectiva oficina nacional. |                                |                                |                                |                                |
| 2013  | Kaley Sparling                 | Idaho                             | Mrs. World                     | Primera finalista en el certamen de 2013. Compitió junto a Williams en el Mrs. World 2013 tras ser invitada por la respectiva oficina nacional. |                                |                                |                                |                                |
| 2014  | Michelle Nicole Evans          | Oklahoma                          |                                | |                                |                                |                                |                                |
| 2015  | Madeline (Mitchell) Gwin       | Alabama                           |                                | Fue Miss Alabama USA 2011 y la segunda finalista en el Miss USA 2011. |                                |                                |                                |                                |
| 2016  | Natalie Luttmer                | [[Washington D. C.\|]] Washington | Top 10                         | |                                |                                |                                |                                |
| 2017  | Mekayla (Diehl) Eppers         | Indiana                           | Top 12                         | Fue Miss Indiana USA 2014 y llegó al Top 20 en Miss USA 2014. |                                |                                |                                |                                |
| 2018  | Nicole (Rash) Cook             | Illinois                          | Top 6                          | Fue Miss Indiana 2007. Fue la primera finalista en el certamen de Miss America en 2008. También fue Miss Missouri 2012 y Miss America 2012. Compitió para ser Mrs. Illinois en 2014. |                                |                                |                                |                                |
| 2019  | Natalie Winslow                | Nevada                            |                                | |                                |                                |                                |                                |
| 2021  | Brooklyn Rivera                | Texas                             |                                | |                                |                                |                                |                                |
| 21/22 | Jackie Blankenship             | Michigan                          |                                | |                                |                                |                                |                                |
| 22/23 | Nicole La Ha Zwiercan          | Illinois                          | Top 6                          | Elegida en la Cámara de Representantes de Illinois en 2022. |                                |                                |                                |                                |
| 23/24 | Regina Stock                   | Texas                             |                                | |                                |                                |                                |                                |

## Cruces
Algunas participantes del certamen Mrs. America han tenido obtenido otros títulos en los cértamenes de Miss USA, Miss America, Mrs. United States y Miss Teen USA.
- Mrs. Delaware 1989, Debi Teed Fenimore (apellido de soltera Dow), fue Miss Delaware National Teenager 1972.
- Mrs. Hawai 1991, Julie Larson-Taylor, fue Miss Hawaii USA 1989 y Miss Utah US Teen 1985.
- Mrs. North Carolina 1997, Janice McQueen Ward fue Mrs. United States 1999.
- Mrs Indiana 2000 y Miss Americana 2001, Nicole (Llewellyn) Brink fue Miss Indiana Teen USA 1992 y Miss Indiana USA 1998.
- Mrs. South Carolina 2013, Jennifer Loveday Donovan, fue Mrs South Carolina United States 2010 (Top 15), Miss South Carolina United States 2014 (primera finalista) y Miss South Carolina Teen United States 1999.
- Mrs. Virginia 2001 y Mrs. America 2002, Laurett Ellsworth Arenz, fue Miss Virginia United States y Mrs. United States 1997.
- Mrs. Pennsylvania 2001, Dr. Lori Sundberg, fue Mrs. Pennsylvania International 1999, Mrs Pennsylvania United States 2000 y Mrs. District of Columbia United States 2014.
- Mrs. Colorado 2002,[17] Emily (Weeks) Stark, fue Miss Colorado USA 1995.
- Miss Arizona 2004, Britt (Powell) Boyse, fue Miss Missouri USA 1995 y quedó en el Top 12 en Miss USA 1995.
- Mrs. Idaho 2004, Amanda (Greenway) Peterson, fue Miss Idaho Teen USA 1992.
- Mrs. Iowa 2004, Jamie (Solinger) Patterson, fue Miss Iowa Teen USA 1992, Miss Teen USA 1992 y Miss Iowa USA 1998.
- Mrs. Kansas 2004, Kimberlee (Girrens) Easter, fue Miss Kansas Teen USA 1986 y Miss Kansas USA 1992.
- Mrs. Maryland 2004, Nikki Karl, fue Mrs. Maryland International 2003.
- Mrs. Massachusetts 2004, Claire (DeSimone) O'Connor, fue Miss Rhode Island USA 1999.
- Mrs. Minnesota 2004, Melissa (Hall) Young, fue Miss Minnesota USA 1997.
- Mrs. New Hampshire 2004, Stephanie (Foisy) Mills, fue Miss New Hampshire en 1995.
- Mrs. Texas 2004, Jennifer (Craig) Palmieri, fue Miss Georgia USA 1996.
- Mrs. West Virginia 2004, Amanda (Burns) Duffy, fue Miss West Virginia Teen USA 1997 y Miss West Virginia USA 1999.
- Mrs. Pennsylvania 2005, Kandance Gary, fue Mrs. Pennsylvania United States 2002.
- Mrs. South Carolina 2005, Angela Hughes Singleton, fue Miss South Carolina 1996.
- Mrs California 2005 y Mrs. America 2006, Andrea (Ballengee) Preuss, fue Miss Virginia Teen USA 1992, Miss Virginia 1995 y Mrs. United States 2003.
- Mrs. Maine 2006, Heather (Coutts) Clark, fue Miss Maine USA 1999.
- Mrs. Minnesota 2006, Holly (Henderson) Ernst, fue Mrs. Minnesota International 2003, Mrs. Minnesota United States 2009 y 2002, Miss Winconsin World America 1993, Miss Wisconsin U.S Teen 1990 y Miss Junior Wisconsin 1989.
- Mrs. New Hampshire 2006, Jessica Plante, fue Mrs. Massachusetts International 2008.
- Mrs. Florida 2007, Jamie Converse-Estrada, fue Miss Florida USA 1989.
- Mrs. Illinois 2007, Hallie (Bonell) Thompson, fue Miss Ohio USA 1987.
- Mrs. Maryland 2007, Adrienne Watson Carver, fue Mrs. Maryland United States 2006.
- Mrs. North Carolina 2007, Kathryn Hancock-Stuart, fue Miss South Carolina Teen USA 1990.
- Mrs. Oregon 2007, Kimberly (Stubblefield) Takla, fue Miss Oregon USA 1986.
- Mrs. Pennsylvania 2007, Allison Dalcamo, fue Mrs. Pennsylvania United States 2005.
- Mrs. Tennessee 2007, Christina (Lam) Ryan, fue Miss Illinois USA 1999.
- Mrs. Utah 2007, Heather (Henderson) Osmond, fue Miss Utah Teen USA 1994.
- Mrs. Florida 2008, Jaclyn (Nesheiwat) Stapp, fue Miss New York USA 2004.
- Mrs. Michigan 2008, Sara Dusendang-Moylan, fue Miss Michigan Teen USA 1999.
- Mrs. Connecticut 1999, Melanie (Mudry) Varian, fue Miss Connecticut USA 2007.
- Mrs. District of Columbia 2009, Deanna McCray James, fue Mrs. Maryland United States 2005.
- Mrs. Massachusetts 2009, Rosalie Allain-Morris, fue Miss Massachusetts 2000.
- Mrs. Missouri 2009 y Mrs. America 2010, Andrea Robertson, fue Mrs. Missouri United States 2002.
- Mrs. Pennsylvania 2009, Joyelle Scavone, fue Mrs. Pennsylvania United States 2006.
- Mrs. Vermont 2009, Jennifer (Ripley) Bisson, fue Miss Vermont Teen USA 1999 y Miss Vermont USA 2003.
- Mrs. Arizona 2010, Corrie (Hill) Francis, fue Miss Arizona 2003.
- Mrs. Colorado 2010, Shalon (Pecosky) Polson fue Miss Colorado Teen USA 1990.
- Mrs. District of Columbia 2010, Regena Robinson, fue Mrs. Maryland United States 2008.
- Mrs. Florida 2010, Kellie Lightbourn, fue Miss Virginia USA 1999.
- Mrs. Hawaii 2010, Alicia Michioka-Jones, fue Miss Hawaii USA 2003 y quedó en el Top 10 de Miss USA 2003.
- Mrs. Michigan 2010, Stephanie Hunt, fue Miss United Teenager 1982 y Mrs. United States 2007.
- Mrs. New Yorj 2010, Meaghan (Jarensky) Castaldi, fue Miss New York USA 2005 y quedó en el Top 10 de Miss USA 2005.
- Mrs. Texas 2010, Shannon (Schambeau) Patterson, fue Miss District of Columbia 2005 y quedó cuarta finalista en Miss America 2005.
- Mrs. Ohio 2011, Melanie (Murphy) Miller, fue Miss Ohio 2006.
- Mrs. Alaska 2012, Vicki Sarber, fue Miss Alaska American Coed 1992, quedando segunda finalista, y Miss Alaska Teen of the Year 1990, quedando primera finalista.
- Mrs. Pennsylvania 2012, Susan Huntley, fue Mrs. Pennsylvania United States 2010 y Mrs. Pennsylvania International 2008.
- Mrs. Texas 2013, Austen (Brown) Williams, fue Miss South Carolina Teen USA 2002 y Miss Congeniality en el Miss Teen USA 2002.
- Mrs. Delaware 2013, Christine Rich, fue Mrs. Delaware United States 2015, quedando en el Top 15, y Mrs. USA Earth 2022.
- Mrs. Illinois 2013, Stephanie (Daughenbaugh) Piller, fue Ms. Galaxy International 2010.
- Mrs. Illinois 2014, Mrs. Illinois 2018 y Mrs America 2019, Nicole (Rash) Cook, fue Miss Indiana 2017 y la primera finalista en Miss America 2008.
- Mrs. Massachusetts 2014, Monique (Jones) Taylor, fue Miss Massachusetts Teen USA 2000, Miss Massachusetts United States 2012 y la primera finalista del Ms. United States 2012.
- Mrs. Alabama 2015, Madeilne (Mitchell) Gwin, fue Miss Alabama USA 2011 y la segunda finalista en el Miss USA 2011.
- Mrs. Colorado 2015, Mette (Boving) Castor, fue Miss Louisiana 1997 y quedó en el Top 10 en Miss America 1998.
- Mrs. Iowa 2015, Jessica (Lawrence) Gardner, fue Miss South Dakota USA 2003.
- Mrs. Maryland 2015, Su Joing (Drakeford) Sollers, fue Miss Nebraska USA 2001.
- Mrs. New Jersey 2015, Erin (Abrahamson) Molinaro, fue Miss New Jersey USA 2007 y Miss New Jersey Teen USA 2001.
- Mrs. Pennsylvania 2015, Kate Schartel Novak, fue Mrs. Pennsylvania United States 2011 y Mrs. Pennsylvania International 2019.
- Mrs. Texas 2015, Melissa Pocza, fue Mrs. Texas America 2009, Mrs. Texas United States 2011, tercera finalista en Mrs. United States 2011, Mrs. Michigan International y Mrs. International 2017.
- Mrs. Idaho 2016, Christi (Weible) van Ravenhorst, fue Miss Idaho 2001.
- Mrs. Georgia 2016, Onica (Williams) Blaize, fue Miss Guyana USA 1995.
- Mrs. Montana 2016, Casey McLain Proban, fue Miss California Teen USA 2001, quedando en el Top 10.
- Mrs. Indiana 2017, Mekayla (Diehl) Epper, Top 12 en Mrs. World, fue Miss Indiana USA 2014 y estuvo en el Top 20 en el Miss USA 2014.
- Mrs. Idaho 2018, Kimberly (Weible) Zweiger, fue Miss Idaho USA 2004 y quedó en el Top 10 en Miss USA 2004.
- Mrs. South Carolina 2018, Anna (Hanks) Hewitt, fue Miss South Carolina USA 2003 y quedó en el Top 10 Miss USA 2003.

## Concurso anteriores
Antes del actual certamen de Mrs. America, hubo otro certamen anterior con el mismo nombre. Este fue creado por el ejecutivo de relaciones públicas Bart Nevins en 1936 como promoción para uno de sus clientes, el Palisades Amusement Park. Cuando Nevins vendió el certamen en 1963, pasó a ser el primer concurso de belleza televisado para mujeres casadas.

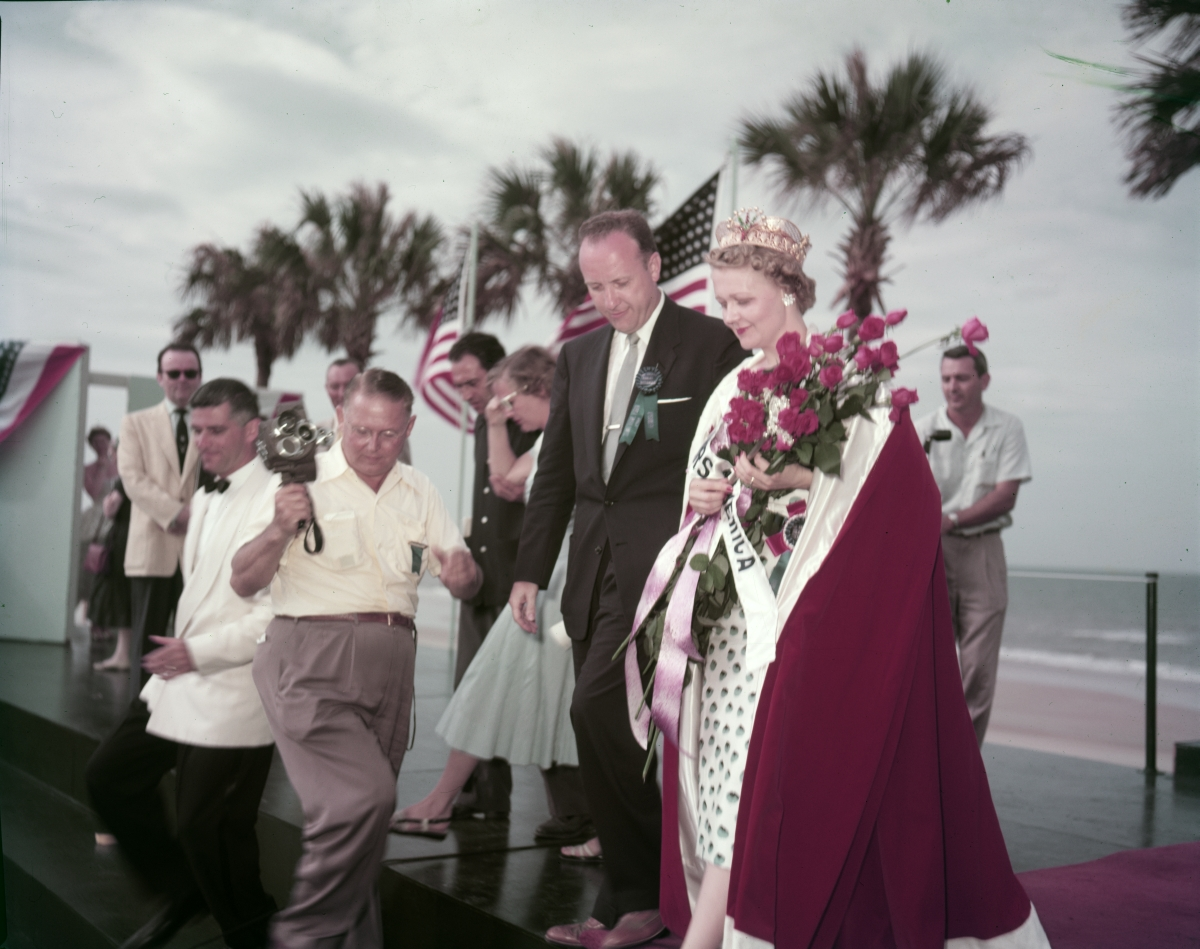
Mrs. America 1956, Ramona Deitemeyer

En 1964, las participantes eran calificadas en cuanto a habilidades de cocina, costura, planchado, preparación de fiestas y otras tareas del hogar como psicología familiar, el cuidado personal, la elegancia, la personalidad y el atractivo. Algunas de esas ganadoras fueron: Fuente: Archivo de periódicos en línea
- 1938: Margaret Chamberlain, representante de Ohio (apareció en Family Feud en 1980).
- 1939: Teresa Papp, representante de Nueva Jersey.[18]
- 1940: Evelyn Schmitt, representante de Nueva Jersey.
- 1941: Ruth Licklider, representante de Nueva York.
- 1942: Peggie Diehl, representante de Minnesota.
- 1943-1946: No hubo certamen por la Segunda Guerra Mundial.
- 1947: Janice Pollock, representante de Ohio; y luego Fredda Acker, representante de Carolina del Sur después de que Pollock renunciara.
- 1948: Maria Strohmeir, representante de Pensilvania.
- 1949: Frances Cloyd, representante de California.
- 1950: Betty McAllister, representante de Pensilvania.
- 1951: Penny Duncan, representante de Nueva York.[19]
- 1952: Peggy Creel, representante de Florida.
- 1953: Evelyn Joyce Schenk, representante de Nueva Jersey.
- 1954: Erna Snyder, representante de Pensilvania.
- 1955: Wanda Jennings, representante de Misuri.[20][21]
- 1956: Ramona Deitemeyer, representante de Nebraska (apareció en What's My Line, el 22 de mayo de 1995).[22]
- 1957: Cleo Maletis, representante de Oregón.[23]
- 1958: Lynwood Finley, representante del Distrito de Columbia.
- 1959: Helen Giesse, representante de Ohio.
- 1960: Margaret Priebe, representante de Iowa.
- 1961: Mrs. Rosemary Murphy, representante de Indiana.
- 1962: Lila Masson, representante de Michigan.
- 1963: Marilyn Mitchell, representante de California.
- 1964: Desree Jenkins, representante de Carolina del Sur.[24] La ganadora de 1965, Alice Buehner, en 1966

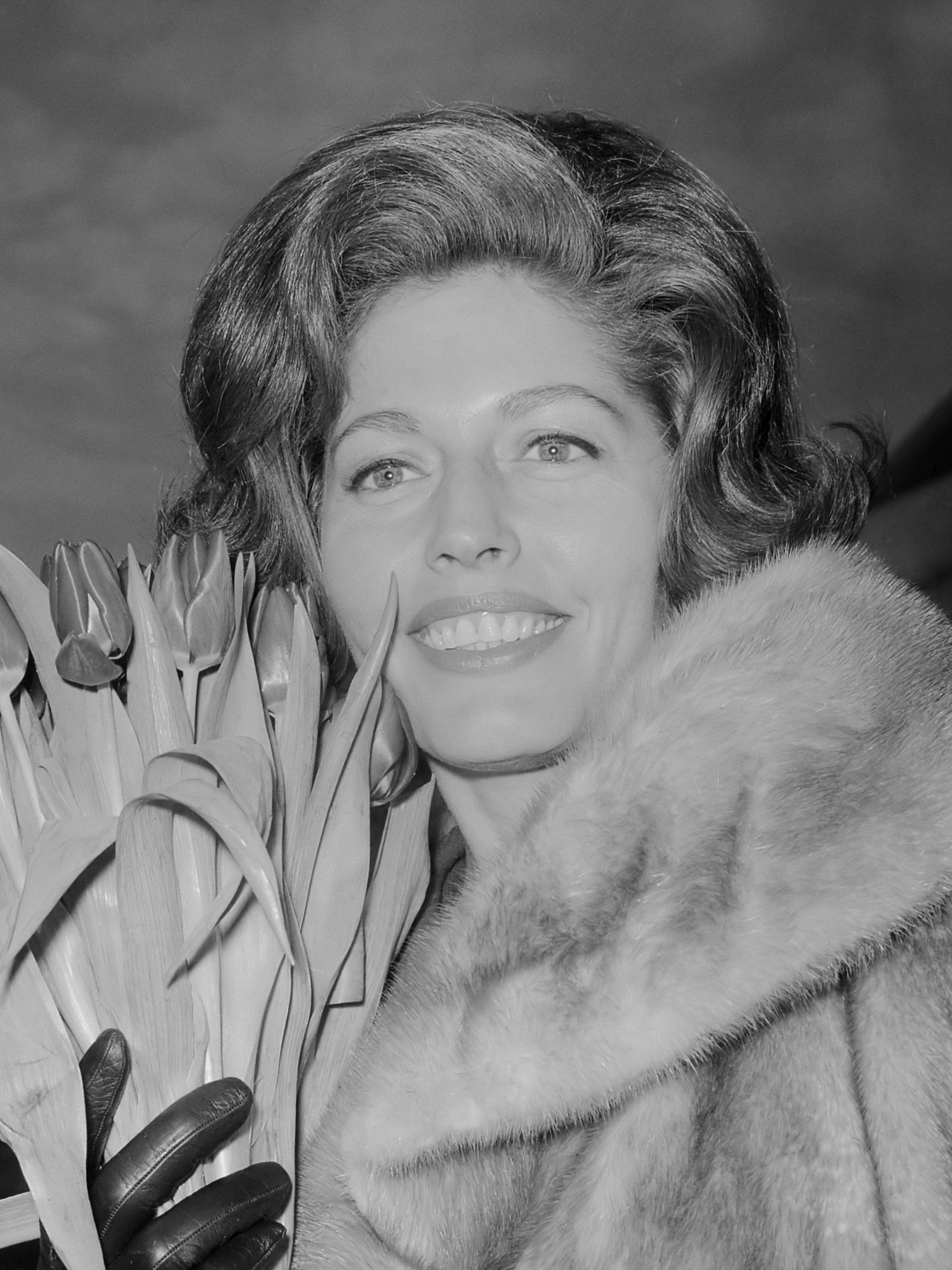
La ganadora de 1965, Alice Buehner, en 1966

- 1965: Alice Buehner, representante de Utah.
- 1966: Joy Noufer, representante de Texas.
- 1967: Marlene Cochran, representante de Kansas.
- 1968: Joan Fisher, representante de Utah.

## Presentadores
- Chet Buchannan
- Barbara Chase
- Bobby Van
- Richard Dawson
- Florence Henderson
- Christopher Knight
- Alan Thicke